# Boris Becker
Boris Franz Becker (* 22. November 1967 in Leimen) ist ein ehemaliger deutscher Tennisspieler und heutiger -trainer.
Der Tennisprofi gewann insgesamt 49 Turniere im Einzel – darunter sechs Grand-Slam-Turniere, davon dreimal das Turnier von Wimbledon – sowie 15 Titel im Doppel. Er führte zwölf Wochen die Weltrangliste an und ist der jüngste Wimbledon-Sieger (1985 mit 17 Jahren) in der Geschichte des Turniers. 1985 war er der jüngste Weltmeister der Junioren (in Birmingham), der jüngste Wimbledon-Sieger und der erste Deutsche, der in der Open Era einen Grand-Slam-Titel im Einzel errang sowie der bis dato einzige deutsche Weltranglistenerste bei den Herren. 1992 wurde er mit Michael Stich Olympiasieger im Herrendoppel bei den Olympischen Spielen in Barcelona. Von 2013 bis 2016 war er Trainer von Novak Đoković.
Im Jahr 2002 verurteilte ihn das Landgericht München I wegen Steuerhinterziehung zu einer Bewährungsstrafe und im Jahr 2022 ein Londoner Gericht wegen Insolvenzdelikten zu einer zweieinhalbjährigen Gefängnisstrafe, von der er siebeneinhalb Monate in britischer Haft verbüßte.

## Tenniskarriere

### Chronologie
Boris Becker trat 1974 in den Tennisclub Blau-Weiß Leimen in Baden ein und kam in die Trainingsgruppe von Boris Breskvar. Schon 1977 wurde er in den Jugendkader des Badischen Tennisverbands aufgenommen. Er gewann die süddeutsche Meisterschaft und das erste deutsche Jüngsten-Tennisturnier. Er wurde 1978 von Richard Schönborn für den Jugendspitzenkader des DTB eingestuft. Nach Angaben Schönborns wurde Boris Beckers Ausbildung vom DTB mit über 1,3 Millionen DM gefördert. 1981 wurde er in die 1. Herrenmannschaft des DTB aufgenommen. 1982 gewann er auf der ITF Junior Tour im Doppel beim Orange Bowl, der inoffiziellen Jugend-WM in Miami, den Titel. 1984 spielte er bei den Junioren die French und US Open. In Paris erreichte er das Halbfinale, während er bei letzterem erst im Endspiel geschlagen wurde – beides Mal war sein Gegner der Australier Mark Kratzmann. Im selben Jahr erreichte Becker bei seiner ersten Teilnahme am Grand-Slam-Turnier der Profis in Wimbledon die dritte Runde, bevor er wegen einer Verletzung ausschied. Bei den Australian Open im selben Jahr erreichte er das Viertelfinale.
1985 wurde er Juniorenweltmeister und gewann seinen ersten Tennis-Grand-Prix im Queen’s Club in London. Am 7. Juli 1985 im Alter von 17 Jahren gewann er als erster ungesetzter Spieler, als erster Deutscher und als bis heute jüngster männlicher Spieler das Finale der Wimbledon Championships mit 3:1 Sätzen im Finale gegen Kevin Curren (6:3, 6:7, 7:6 und 6:4). Mit diesem Sieg war Becker auch der bis dahin jüngste Sieger bei einem Grand-Slam-Turnier. Der Sieg war sowohl für Beckers Karriere als auch für das deutsche Tennis, das in der folgenden Zeit zum populärsten Zuschauersport nach Fußball avancierte, bedeutend. Becker wurde zum deutschen Sportler des Jahres gewählt und erreichte eine außergewöhnliche Popularität. Sein Trainer Günther Bosch (bis 1987) und sein Manager Ion Țiriac (bis 1993) wurden ebenfalls einer breiteren Öffentlichkeit bekannt. Im folgenden Jahr (1986) wurde Becker wieder Juniorenweltmeister und feierte Turniersiege in Toronto, Sydney, Tokio und Paris. In Wimbledon konnte er seinen Triumph gegen Ivan Lendl wiederholen und er wurde erneut zu Deutschlands Sportler des Jahres gewählt. 1988 gewann er sieben Grand-Prix-Turniere. Der Davis Cup ging unter seiner Führung erstmals an ein deutsches Team. Im Finale von Wimbledon unterlag er Stefan Edberg. 1989 gewann er gegen Ivan Lendl bei den US Open als bis dato einziger Deutscher das Finale des Turniers. Gegen Stefan Edberg siegte er zum dritten Mal im Finale von Wimbledon, dessen Centre Court er inzwischen als sein „Wohnzimmer“ bezeichnete. Er verteidigte mit der deutschen Mannschaft den Davis Cup und wurde zum dritten Mal zum Sportler des Jahres gewählt.
1990 verlor Becker das Wimbledon-Finale gegen Edberg, feierte aber diverse Turniersiege und wurde zum vierten Mal zum Sportler des Jahres gewählt. 1991 verlor er erneut das Finale von Wimbledon, diesmal glatt in drei Sätzen gegen Michael Stich, gewann aber die Australian Open in Melbourne. Er übernahm erstmals die Führung in der Weltrangliste, die er in jenem Jahr insgesamt zwölf Wochen lang behielt. Nach 1987 und 1989 konnte er 1991 das dritte Mal ins Halbfinale bei den French Open einziehen. Gewinnen konnte er das Turnier aber nie, insgesamt blieb ihm ein Titel auf Sand in seiner Karriere verwehrt. Bei den Olympischen Spielen 1992 in Barcelona gewann er mit Michael Stich die Goldmedaille im Doppel. Er siegte außerdem bei der ATP-Weltmeisterschaft in Frankfurt. 1994 gewann er das ATP-Turnier in Mailand und 1995 erneut die ATP-Weltmeisterschaft, verlor in jenem Jahr aber bei seiner siebten Wimbledon-Finaleteilnahme gegen Pete Sampras. Becker gewann 1996 die Australian Open und siegte beim Grand Slam Cup in München. Ein Jahr später, 1997, wurde Becker zum Teamchef der Davis-Cup-Mannschaft gewählt. Er leitete auch das Mercedes Junior Team. 1999 trat Boris Becker vom Profisport zurück, sechs Wochen vor Steffi Graf, mit der er zusammen die bislang erfolgreichste Ära im deutschen Tennis geprägt hat.
Ende 2013 wurde er Trainer des damaligen Weltranglistenzweiten Novak Đoković, den er bis 2016 zu sechs Grand-Slam-Siegen führte. Đoković vervollständigte durch den Sieg bei den French Open seinen Karriere-Grand-Slam, während er bereits im Juli 2014 wieder die Spitze der Weltrangliste erreichte. Am 6. Dezember 2016 gab Novak Đoković das Ende der Zusammenarbeit mit Becker bekannt.
Am 23. August 2017 wurde Becker als „Head of Men’s Tennis“ des Deutschen Tennis Bundes vorgestellt und übernahm in diesem Amt die Leitung des männlichen Spitzentennis in Deutschland bis Ende 2020.
Von Oktober 2023 bis Februar 2024 war er Trainer des dänischen Tennisspielers Holger Rune.

### Spielweise

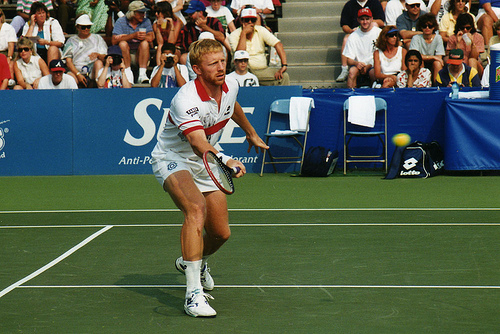
Boris Becker 1994 in Cincinnati

Becker zeichnete sich vor allem durch seinen schnellen und variablen Aufschlag und ein gutes Netzspiel aus. Diese offensive Spielweise machte ihn zusammen mit Stefan Edberg zum besten Serve-and-Volley-Spieler in der zweiten Hälfte der 1980er-Jahre. Eine weitere Stärke von ihm war die hart geschlagene Vorhand.
Sein schnelles Offensivspiel brachte ihm zu Beginn seiner Karriere den Spitznamen „Bumm-Bumm-Boris“ ein, ein Spitzname, der später Namensgeber für ein Speiseeis war. Sein druckvolles und variables Spiel konnte Becker vor allem auf schnellen Plätzen – insbesondere in der Halle (Supreme Court und Teppich) und auf Rasen – entwickeln.
Ein Kennzeichen seines Spiels war der „Becker-Hecht“, auch „Becker-Rolle“ genannt, ein im Hechtsprung geschlagener Volley. Boris Becker war aufgrund seines emotionalen Spiels weltweit beliebt. Die geballte Faust nach gewonnenen Punkten wurde als „Becker-Faust“, sein Return – besonders der fast ohne Ausholbewegung, aber hart und platziert geschlagene Rückhandreturn – mit direktem Punktgewinn als „Becker-Blocker“ bezeichnet.

### Beckers Trainer
Beckers Trainer war zu Beginn seiner Karriere zunächst Günther Bosch, der 1984 Boris Breskvar ablöste, der Becker von 1975 bis 1984 betreut hatte. Bosch übte diese Funktion bis 1987 aus, ehe übergangsweise Ion Țiriac das Training übernahm. 1987 war zudem kurzzeitig der ausschließlich für Fitness zuständige Frank Dick Beckers Trainer. Zwischen 1987 und 1991 hatte Bob Brett die Funktion des Trainers inne, der schließlich zunächst für drei Monate von Nikola Pilić abgelöst wurde. Von 1991 bis 1992 trainierte Tomáš Šmíd den Leimener. Eric Jelen übergangsweise 1992 und von 1992 bis Mai 1993 Günter Bresnik waren weitere Trainer. Ab August 1995 war Mike DePalmer Beckers Trainer.

## Leben

### Herkunft: Familie und Ausbildung

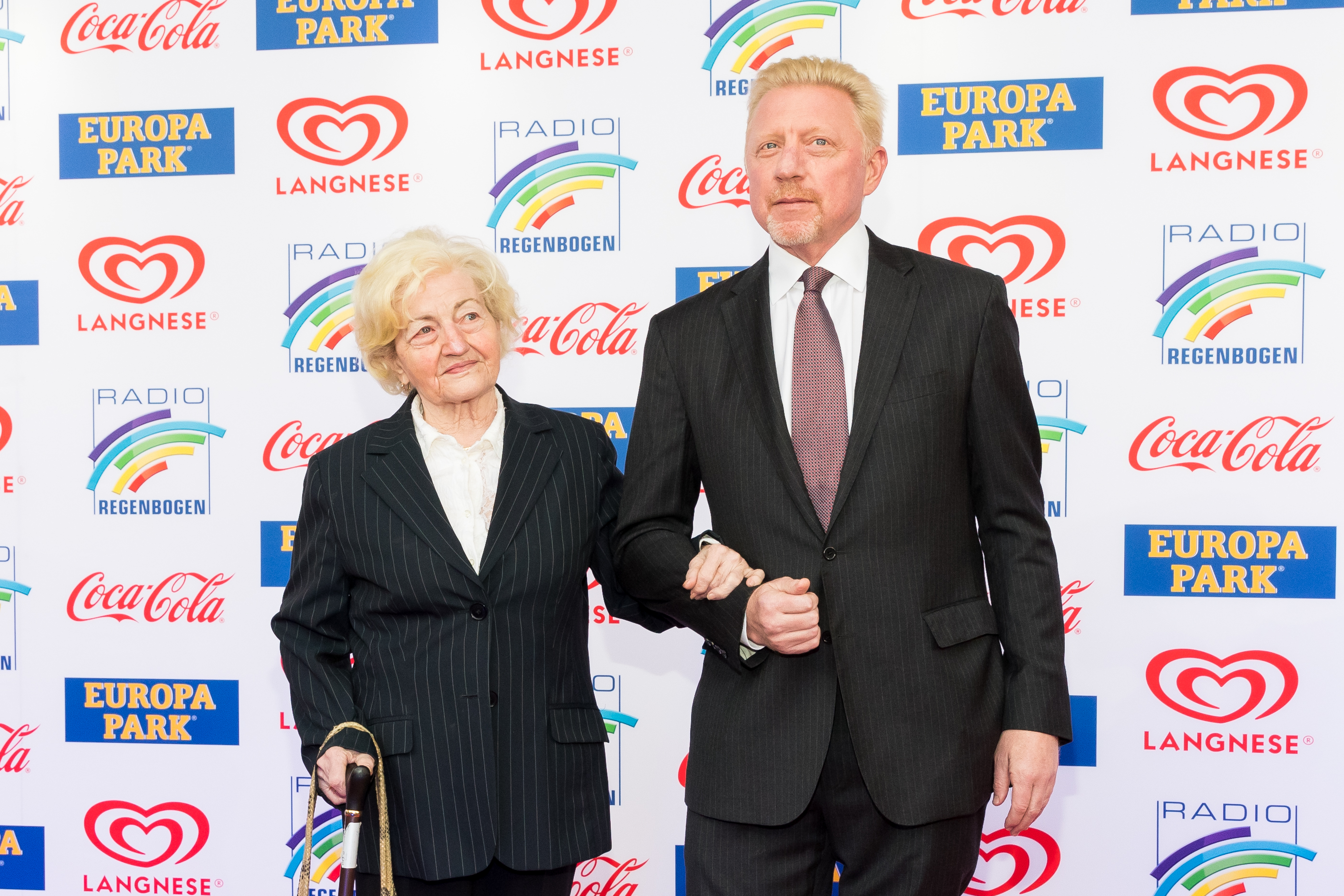
Boris Becker mit seiner Mutter Elvira beim Radio Regenbogen Award 2019

Boris Becker ist der Sohn der in Kunewald bei Neutitschein in der Tschechoslowakei geborenen Sudetendeutschen Elvira Becker (1935–2024), geborene Pisch, und des Architekten Karl-Heinz Becker (1935–1999). Er hat eine vier Jahre ältere Schwester.
Becker besuchte das Helmholtz-Gymnasium Heidelberg (HGH) bis zur Mittleren Reife und verließ mit 16 Jahren die Schule. Er wurde im Landesleistungszentrum beim TC Blau-Weiß Leimen geschult und begann 1984 seine Karriere als Tennisprofi.

### Ehen und Beziehungen

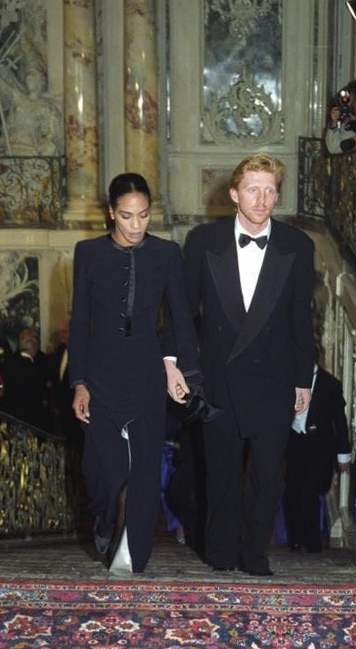
Boris Becker und Barbara Feltus bei einem Empfang im Schloss Augustusburg in Brühl, Oktober 1992

1985 war Becker mit der US-amerikanischen Tennisspielerin Susan Mascarin zusammen. Von 1986 bis 1988 lebte er mit der monegassischen Jurastudentin Bénédicte Courtain im Fürstentum Monaco. Auf einer Party des DTB während der German Open 1988 traf er auf die als Hostess arbeitende Hamburgerin Karen Schultz, mit der er bis 1991 liiert blieb.
Ende 1991 lernte Becker die Schauspielerin und Schmuckdesignerin Barbara Feltus kennen und heiratete sie am 17. Dezember 1993 in seiner Heimatstadt Leimen. Dieser Ehe, die am 15. Januar 2001 geschieden wurde, entstammen die beiden Söhne Noah (* 18. Januar 1994) und Elias (* 4. September 1999). Im Zuge der Scheidung zahlte Becker ca. 15 Millionen Euro Abfindung an Feltus.
Außerdem ist Becker der Vater von Anna Ermakova (* 22. März 2000). Sie entstammt einer flüchtigen Begegnung mit der aus Russland stammenden Britin Angela Ermakova (* 1968, russisch Анжела Ермакова ‚Anschela Jermakowa‘) am Tage seines letzten Spiels als Tennisprofi, dem verlorenen Achtelfinale in Wimbledon 1999. Becker leugnete zunächst die Möglichkeit einer Vaterschaft, leistete aber nach einer gerichtlichen Auseinandersetzung eine Einmalzahlung in Höhe von 6 Millionen Euro und zahlte ab 2001 monatlich 6000 Euro als Unterhalt. Später sagte Becker in der ihm gewidmeten Folge der Fernseh-Talkshow Piers Morgan’s Life Stories, der Zeugungsort sei eine Treppe zwischen den Toiletten des Londoner Nobelrestaurants Nobu gewesen. In Anspielung auf die ursprünglich angenommenen Zeugungsumstände (so stritt er am Anfang den Geschlechtsverkehr ab und gab lediglich Oralverkehr an) wurden „Samenraub“ und „Sex in der Besenkammer/Wäschekammer“ zu geflügelten Worten.
2001 führte Becker kurze Beziehungen mit Sabrina Setlur (drei Monate) und Heydi Núñez Gómez (einen Monat). 2002 war er fünf Monate mit Patrice Farameh liiert, von 2002 bis 2005 mit der US-amerikanischen Balletttänzerin Caroline Rocher, von 2005 bis Mai 2008 mit dem niederländischen Model Sharlely Kerssenberg. Von August 2008 bis zur Trennung im November war er mit Alessandra Meyer-Wölden verlobt, der Tochter seines 1997 verstorbenen Managers. Noch 2008 folgte der Heiratsantrag an Sharlely Kerssenberg, am 12. Juni 2009 heirateten sie und Becker in St. Moritz. Seitdem ist Sharlely unter dem Namen Lilly Becker bekannt. Das Paar kaufte sich 2009 ein Haus im Londoner Stadtteil Wimbledon, behielt aber seinen Erstwohnsitz in Zürich. Im Februar 2010 wurde ihr gemeinsamer Sohn Amadeus geboren, im Mai 2018 trennte sich das Paar, im September 2023 wurde die Ehe geschieden.
Bereits seit Mitte 2020 war Becker mit der italienischen Staatsangehörigen Lilian de Carvalho Monteiro liiert, einer damals in London als politische Risikoanalystin arbeitenden Tochter eines früheren Verteidigungsministers von São Tomé und Príncipe. 2023 gab Becker an, mit seiner in Italien aufgewachsenen Partnerin in Mailand zu wohnen.
Er gab am 23. Mai 2024 bei den Filmfestspielen Cannes seine Verlobung mit Lilian de Carvalho Monteiro bekannt. Im September 2024 folgte die Heirat im italienischen Portofino. Ende Juni 2025 gaben die beiden bekannt, dass sie ein gemeinsames Kind erwarten.

### Geschäftliche Tätigkeiten
Becker war ab Beginn seiner Tenniskarriere häufig Werbeträger für diverse Marken, u. a. für eine Biermarke und ein Online-Pokerportal. Bekannt wurden Werbespots mit den Mottos „Bin ich schon drin?“ (für den Internet-Anbieter AOL, 1999) und „Hallo, hier ist Boris Becker. Ich hab da mal ’ne Frage“ (für die Rechtsschutzversicherung D.A.S., 2006). Er war bis zum 31. März 2017 Eigentümer von drei Mercedes-Autohäusern in Stralsund, Greifswald und Ribnitz-Damgarten. Ein Werbevertrag mit Mercedes-Benz als „Markenbotschafter“ wurde vom Unternehmen vorzeitig gekündigt. Er ist Mitgesellschafter der Völkl Tennis GmbH und Mitgründer und Gesellschafter der Boris Becker GmbH im schweizerischen Küsnacht.
Becker war außerdem am Internetportal Sportgate beteiligt, das 2001 Insolvenz anmeldete. 2007 wurde er zur Zahlung von Schadenersatz in Höhe von 108.000 Euro verurteilt. Das anschließende Ermittlungsverfahren wegen Verdachts des versuchten Prozessbetruges wurde 2009 nach Zahlung einer Geldauflage in Höhe von 40.000 Euro eingestellt. 2012 wurde Becker zur Zahlung von 800.000 Euro an einen Mitgesellschafter der insolventen New Food AG verurteilt. Manager seiner Geschäftsaktivitäten war von 1984 bis 1993 Ion Țiriac, anschließend bis 1996 Axel Meyer-Wölden.

### Mediale Auftritte
Becker war als Tennis-Experte Kommentator beim britischen Fernsehsender BBC. In Deutschland war er Reporter bei Premiere und im DSF. Ab dem 27. April 2004 moderierte er die Talkshow Becker 1:1, die nach 15 Folgen zum Jahresende abgesetzt wurde. Ab 1. Dezember 2006 trat er in der Sendung Sofaduell – Das PlayStation Sport-Quiz gegen jeweils drei Bewohner einer Wohngemeinschaft zum Sport-Quiz-Duell an.
Ab 2005 war Becker Kolumnist für das Handelsblatt. Weiterhin schrieb er für den Blick (Schweiz) und für The Times (Großbritannien) und war Teamkapitän bei They think it’s all over bei der BBC. 2016 trat er als Experte der Kategorie Sport in der ZDF-Sendung Der Quiz-Champion auf.
Beckers Autobiografie Augenblick, verweile doch wurde 2003 veröffentlicht. Als Ghostwriter war der Bild-Kolumnist Franz Josef Wagner beteiligt. In den Medien bleibt Becker auch nach seiner Tenniskarriere nicht nur aufgrund seines Privatlebens, sondern auch wegen diverser medialer Tätigkeiten präsent. Mitte November 2007 veröffentlichte er ein Buch mit dem Titel Was Kinder stark macht, einen Erziehungsratgeber für Eltern, die Kinder in Patchwork-Familien großziehen. Anfang 2009 trat er in der ProSieben-Show Schlag den Star an und unterlag dem Kandidaten.
Eine weitere Autobiografie, deren Veröffentlichung er später bereute, veröffentlichte Becker 2013 unter dem Titel Das Leben ist kein Spiel.
Mit Boris-Becker.TV brachte er im Mai 2009 eine eigene Videoplattform ins Internet. Erklärtes Ziel war unter anderem, die eigene Sichtweise auf private, geschäftliche und gesellschaftliche Themen ohne Einwirkung dritter Medien zu transportieren.
Nach dem Ende seiner Zusammenarbeit mit Novak Đoković fungiert Becker seit den Australian Open 2017 als Experte und Co-Kommentator für Eurosport an der Seite von Matthias Stach. Er schloss mit Eurosport einen Vertrag, der bis 2020 lief. Im Herbst 2020 wurde bekannt, dass der Vertrag mit Eurosport bis 2023 verlängert wurde.
2020 trat er in der Gameshow Hätten Sie’s gewusst? als Experte zum Thema Whisky an. Er nahm an der im Juli 2020 ausgestrahlten XXL-Ausgabe von Gefragt – Gejagt teil. Zwischen Juli 2015 und April 2022 war er viermal bei Wer weiß denn sowas? zu Gast.

### Steuerhinterziehung
Das Landgericht München I verurteilte ihn am 24. Oktober 2002 wegen Steuerhinterziehung zu einer Freiheitsstrafe von zwei Jahren, deren Vollstreckung zur Bewährung ausgesetzt wurde. Zudem wurde er zu einer Geldstrafe von 300.000 Euro (500 Tagessätze zu je 600 Euro) verurteilt und ihm als Bewährungsauflage aufgegeben, 200.000 Euro an verschiedene karitative Einrichtungen zu überweisen.
Becker habe in seinen Steuererklärungen bewusst falsche Angaben gemacht, um 3,3 Millionen DM zu hinterziehen. Der Sportler hatte zu Beginn des Prozesses zugegeben, zwischen 1991 und 1993 überwiegend in München gewohnt zu haben, obwohl er offiziell in Monaco gemeldet war. Becker sagte: „Ich wusste und kannte die Gefahren und habe das in Kauf genommen.“ Er betonte aber, man könne ihm nicht vorwerfen, Einnahmen verschwiegen oder kriminelle Machenschaften betrieben zu haben.
Zugleich hob Becker hervor, dass er in München keine klassische Wohnung, sondern ein spartanisch eingerichtetes Zimmer gelegentlich bewohnt habe. Er sei auch gewarnt worden, die Wohnung zu kaufen, habe die Warnungen aber in den Wind geschlagen. Als strafmildernd wertete das Gericht, dass Becker für die Begleichung seiner Steuerschuld rund drei Millionen Euro für die Jahre von 1991 bis 1995 gezahlt hat. Zudem habe das Verfahren acht Jahre gedauert und für Becker eine starke Belastung bedeutet.

### Poker
Von November 2007 bis Mitte Mai 2013 war Becker Werbeträger der Onlinepoker-Plattform PokerStars. In dieser Zeit nahm er als Teil des Team PokerStars an professionellen Pokerturnieren teil. Becker hatte seinen ersten Auftritt als Pokeramateur bei einem Turnier im April 2008 in Monte-Carlo. Mitte April 2009 erreichte er beim Main Event der World Poker Tour im Hotel Bellagio am Las Vegas Strip die Geldränge und beendete das Turnier auf dem mit über 40.000 US-Dollar dotierten 40. Platz. Ende August 2011 erreichte er erstmals beim Main Event der European Poker Tour (EPT) die bezahlten Plätze und belegte in Barcelona den mit 8000 Euro bezahlten 97. Platz. Im April 2013 kam er erneut beim EPT-Main-Event ins Geld und erhielt in Berlin als 49. ein Preisgeld von 15.000 Euro. Insgesamt hat Becker Turnierpreisgelder von über 100.000 US-Dollar aufzuweisen, sein bis dato letztes Preisgeld sicherte er sich Anfang November 2016. Von Dezember 2016 bis Anfang 2019 war er Botschafter der Online-Plattform partypoker und trat dort unter dem Nicknamen Boris__Becker auf.

### Investitionen in nigerianische Ölquellen
2013 tätigte Boris Becker Investitionen in Höhe von mehr als 10 Millionen US-Dollar in nigerianische Ölquellen – vermittelt durch Beckers nigerianischen Mitarbeiter Misan Harriman und die kanadische Bank Forbes & Manhattan. Beckers Anwalt John Briggs sagte dazu 2017, Becker habe sich in finanziellen Dingen nicht wirklich ausgekannt („He is not a sophisticated individual when it comes to finances“) und sich insofern wohl auf Betrüger eingelassen (Vorschussbetrug). Boris Becker dementierte dieses Investment.

### Insolvenzverfahren und Insolvenzdelikte
Im Sommer 2017 wurden finanzielle Forderungen von Beckers ehemaligem Geschäftspartner Hans-Dieter Cleven in Höhe von 41,7 Millionen Schweizer Franken (damals etwa 36,5 Millionen Euro) öffentlich. In erster Instanz bestätigte ein Gericht in Zug die Forderungen Clevens als „grundsätzlich gerechtfertigt. […] Allerdings seien weder eine Kündigung noch eine Aufhebungsvereinbarung ausgesprochen worden. Daher sei die Rückzahlung von Becker noch nicht fällig.“ Cleven ging deshalb bei dem Obergericht des Kantons Zug in Berufung. Parallel dazu strengte er in Großbritannien ein Insolvenzverfahren gegen Becker an. Dieser wurde am 21. Juni 2017 durch eine Richterin am Londoner High Court für zahlungsunfähig erklärt. In einem von der Neuen Zürcher Zeitung am 4. November 2017 veröffentlichten Interview hat Boris Becker mit den Worten „Es ist irrsinnig zu glauben, ich sei pleite“ vehement bestritten, zahlungsunfähig zu sein oder Cleven überhaupt Geld zu schulden, es sei vielmehr gerade andersherum, und zudem erklärt, dass das Insolvenzverfahren nur ihn privat betreffe; seine Firma Becker Private Office in London sowie seine Firma BB SàRL in der Schweiz seien davon nicht direkt betroffen. Das Insolvenzverfahren wurde 2019 vom zuständigen Gericht in Teilen bis 2031 verlängert.
Eine Versteigerung von Trophäen Beckers erbrachte im Juli 2019 einen Erlös von rund 771.000 Euro. Dabei handelte es sich teils um Nachbildungen, deren Originale laut Becker verschollen seien.
Der britische Insolvenzverwalter hat im Jahr 2020 die Schulden von rund 37 Millionen Euro an Hans-Dieter Cleven anerkannt und warf Becker im September 2020 vor, im Zuge seines Insolvenzverfahrens in 19 Fällen seinen Informationspflichten nicht nachgekommen zu sein; Becker erklärte sich für unschuldig. Im April 2022 wurde Boris Becker im Prozess wegen Insolvenzvergehen in vier von 24 Anklagepunkten schuldig gesprochen: Er soll nach seiner Bankrotterklärung größere Geldbeträge beiseite geschafft und weitere Vermögenswerte – Immobilien- und Aktienbesitz sowie ein Bankdarlehen – verschwiegen haben. Am 29. April 2022 wurde Boris Becker schließlich zu zweieinhalb Jahren Haft verurteilt, wobei die Hälfte der Strafe bei guter Führung zur Bewährung ausgesetzt werden kann. Obwohl das Urteil noch nicht rechtskräftig war, musste Becker seine Haftstrafe nach britischem Strafrecht unmittelbar antreten. Auf eine Berufung, die in seinem Fall nach britischem Recht aus dem Gefängnis heraus hätte eingelegt werden müssen, verzichtete er. Seine Strafe saß er teilweise im Gefängnis Wandsworth und im Gefängnis Huntercombe (in Oxfordshire) ab. Im Dezember 2022 wurde er vorzeitig aus der Haft entlassen und nach Deutschland abgeschoben.

### Angebliche Berufung in den diplomatischen Dienst
Becker wurde im April 2018 von Faustin-Archange Touadéra, dem Präsidenten der Zentralafrikanischen Republik, einem der ärmsten Länder der Welt, zum Sonderattaché für Sport und kulturelle Angelegenheiten in der Europäischen Union ernannt. Im Juni 2018 wurde bekannt, dass Becker seine nach eigener Ansicht bestehende diplomatische Immunität, die er als Attaché genieße, nutzen wolle, um im Zuge des in Großbritannien 2017 entschiedenen Insolvenzverfahrens der Zwangsvollstreckung zu entgehen. Der behaupteten Akkreditierung wurde vom Außenminister der Zentralafrikanischen Republik, Charles-Armel Doubane, widersprochen. Er habe ein solches Dokument nicht unterzeichnet. Eine Akkreditierung bedürfe in der Zentralafrikanischen Republik neben der Unterschrift des Staatspräsidenten zwingend auch der des Außenministers. Doubane erklärte, Becker sei kein Diplomat des Landes und man wünsche nicht, dass dessen finanzielle Probleme mit der inoffiziellen Tätigkeit für die Republik in Verbindung gebracht würden. Nach Angaben des Außenministeriums handelt es sich bei dem von Becker vorgelegten Pass um eine Fälschung. Becker wollte danach nach Aussagen seines Anwalts einen belgischen Diplomatenpass erhalten.

### Aufhebung der Insolvenz 2024
Im November 2023 wurde eine Einigung zwischen den Anwälten Beckers und dessen Gläubigern erzielt, über die Stillschweigen vereinbart wurde. Am 1. Mai 2024 wurde einem Antrag Beckers, die Bankrotterklärung vom 21. Juni 2017 wieder aufzuheben, durch den britischen High Court of Justice in London entsprochen. Becker habe sich nach der Einschätzung des Gerichts nach Kräften bemüht, mit seinen Gläubigern zu einer Einigung zu kommen und deren Forderungen nach seinen Möglichkeiten zu entsprechen. Ungeklärt blieb weiterhin der Verbleib von mehreren wertvollen Wettkampftrophäen. Die Schulden Beckers wurden mit etwa 42 Millionen £ angegeben.

### Spitzname „Bobele“
Der Spitzname „Bobele“ geht auf ein Gebäck zurück, das der Leimener Bäckermeister Helmut Weber anlässlich des ersten Wimbledon-Sieges Beckers im Juli 1985 herstellte. Die Gebäckstücke in Buchstabenform ergaben zusammen die Abkürzung BOBELE für Boris Becker Leimen. Die Journalisten, die aus ganz Deutschland nach Leimen gekommen waren, griffen diese Kurzwortform auf und nutzten sie fortan als Diminutiv.

### Sonstiges

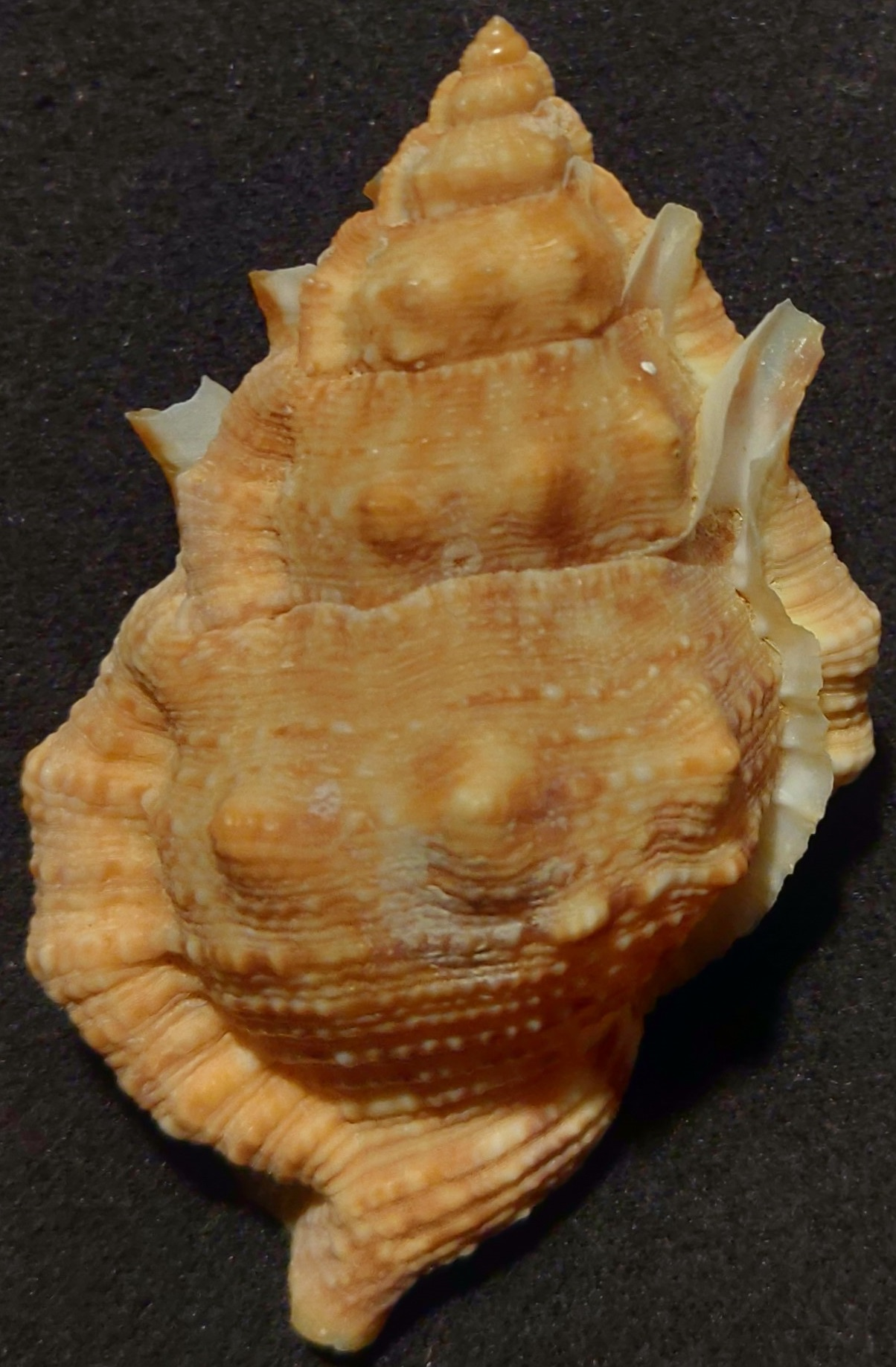
Bufonaria borisbeckeri

- 1985 gewann der Deutsche die Wimbledon Championships im Alter von 17 Jahren nicht nur als letzter Spieler mit weißen Bällen, sondern folglich auch 1986 als Titelverteidiger erstmalig mit gelben Bällen. Er ist der einzige männliche Teilnehmer, dem dies in der Open Era gelang. Zur 100. Ausgabe des Turniers hatte man diese Änderung vorgenommen.[94][95]
- 1996 wurde eine Meeresschnecke Becker zu Ehren benannt: Bufonaria borisbeckeri Parth, 1996 (Mollusca: Gastropoda: Bursidae).
- Becker war nach seiner Tenniskarriere rund zehn Jahre Mitglied im Wirtschaftsbeirat des FC Bayern München.[96]
- Er war im Jahr 2004 gemeinsam mit dem Unternehmer Hans-Dieter Cleven Gründer der Cleven-Becker-Stiftung, trat aber zum Jahreswechsel 2011/12 aus dem Stiftungsrat zurück. Er ist Vorsitzender der Laureus Sports for Good Foundation. Außerdem ist er Gründungsmitglied der Laureus World Sports Awards.
- Als Botschafter des Welt-Aids-Tages war Becker 2005 unter dem Motto „Gemeinsam gegen Aids“ aktiv. Becker ist außerdem Board Member der Elton-John-Aids-Stiftung.
- Im Computeranimationsfilm Himmel und Huhn aus dem Jahr 2005 sprach Becker die Rolle des Sportlehrers.
- Wachsfiguren von ihm existieren im Londoner und seit 2008 im Berliner Madame Tussauds.
- In der Sendung Bares für Rares des ZDF verkaufte Becker im Juni 2017 den Schläger seines letzten Wimbledonspiels aus dem Jahr 1999. Der Antiquitätenhändler Julian Schmitz-Avila erwarb den Schläger für 10.000 Euro, bekam jedoch ein anderes Modell zugeschickt. Laut Beckers Anwalt geschah dies versehentlich, der korrekte Schläger wurde nachgeliefert.[97]
- Unterschiedliche Aussagen gibt es auch zu den 10.000 Euro Verkaufserlös, die Becker der Hilfsorganisation Ein Herz für Kinder spenden wollte. Dies sei laut Beckers Anwalt wegen der negativen Berichterstattung der Bild-Zeitung, die hinter der Organisation steht, jedoch unterblieben: „Der Betrag wurde in voller Höhe einer gemeinnützigen Organisation gespendet, allerdings nicht an ‚Ein Herz für Kinder‘.“ Unbekannt ist, an welche Organisation das Geld gespendet worden sein soll.[98]
- Nach Aussagen des ehemaligen Becker-Managers Ion Țiriac betrugen die Preisgelder nur ca. 15 – 20 % der Einnahmen, der Rest setzte sich hauptsächlich aus Sponsoren- und Werbeverträgen zusammen.[99]
- Beckers Tenniskarriere wurde im Jahr 2021 durch den Regisseur Hannu Salonen im Fernsehfilm Der Rebell – Von Leimen nach Wimbledon verfilmt.
- Laut dem Nachrichtenmagazin Focus führte Becker über Jahre einen über seine finanziellen Verhältnisse gehenden luxuriösen Lebensstil und gab allein 750.000 Euro pro Jahr für Personenschützer und Privatjet aus.[100]
- Das britische Popduo Bruce & Bongo besangen in ihrem Nr. 1 Hit von 1986 Geil  neben Disc-Jockeys und Affen auch Boris Becker als geil.[101]

## Erfolge
| Legende                      |
| Grand Slam (6)               |
| Olympische Spiele (1)        |
| Jahresendveranstaltungen (5) |
| Masters Series (7)           |
| Championship Series (11)     |
| World Series Grand Prix (34) |

| Siege nach Belag |
| Hartplatz (21)   |
| Rasen (7)        |
| Sand (3)         |
| Teppich (33)     |

### Einzel

#### Turniersiege
| Nr. | Datum              | Turnier              | Belag     | Finalgegner            | Ergebnis                |
| --- | ------------------ | -------------------- | --------- | ---------------------- | ----------------------- |
| 1.  | 16. Juni 1985      | Queen’s Club (1)     | Rasen     | Johan Kriek            | 6:2, 6:3                |
| 2.  | 7. Juli 1985       | Wimbledon (1)        | Rasen     | Kevin Curren           | 6:3, 6:74, 7:63, 6:4    |
| 3.  | 25. August 1985    | Cincinnati           | Hartplatz | Mats Wilander          | 6:4, 6:2                |
| 4.  | 30. März 1986      | Chicago              | Teppich   | Ivan Lendl             | 7:6, 6:3                |
| 5.  | 6. Juli 1986       | Wimbledon (2)        | Rasen     | Ivan Lendl             | 6:4, 6:3, 7:5           |
| 6.  | 17. August 1986    | Toronto              | Hartplatz | Stefan Edberg          | 6:4, 3:6, 6:3           |
| 7.  | 19. Oktober 1986   | Sydney Indoor (1)    | Hartplatz | Ivan Lendl             | 3:6, 7:6, 6:2, 6:0      |
| 8.  | 26. Oktober 1986   | Tokio Indoor (1)     | Teppich   | Stefan Edberg          | 7:6, 6:1                |
| 9.  | 2. November 1986   | Paris Indoor (1)     | Teppich   | Sergio Casal           | 6:4, 6:3, 7:6           |
| 10. | 22. Februar 1987   | Indian Wells (1)     | Hartplatz | Stefan Edberg          | 6:4, 6:4, 7:5           |
| 11. | 5. April 1987      | Mailand (1)          | Teppich   | Miloslav Mečíř         | 6:4, 6:3                |
| 12. | 15. Juni 1987      | Queen’s Club (2)     | Rasen     | Jimmy Connors          | 6:7, 6:3, 6:4           |
| 13. | 6. März 1988       | Indian Wells (2)     | Hartplatz | Emilio Sánchez Vicario | 7:5, 6:4, 2:6, 6:4      |
| 14. | 2. April 1988      | Dallas WCT           | Teppich   | Stefan Edberg          | 6:4, 1:6, 7:5, 6:2      |
| 15. | 12. Juni 1988      | Queen’s Club (3)     | Rasen     | Stefan Edberg          | 6:1, 3:6, 6:3           |
| 16. | 7. August 1988     | Indianapolis (1)     | Hartplatz | John McEnroe           | 6:4, 6:2                |
| 17. | 23. Oktober 1988   | Tokio Indoor (2)     | Teppich   | John Fitzgerald        | 7:6, 6:4                |
| 18. | 6. November 1988   | Stockholm (1)        | Hartplatz | Peter Lundgren         | 6:4, 6:1, 6:1           |
| 19. | 5. Dezember 1988   | New York             | Teppich   | Ivan Lendl             | 5:7, 7:6, 3:6, 6:2, 7:6 |
| 20. | 19. Februar 1989   | Mailand (2)          | Teppich   | Alexander Wolkow       | 6:1, 6:2                |
| 21. | 26. Februar 1989   | Philadelphia         | Teppich   | Tim Mayotte            | 7:6, 6:1, 6:3           |
| 22. | 9. Juli 1989       | Wimbledon (3)        | Rasen     | Stefan Edberg          | 6:0, 7:61, 6:4          |
| 23. | 10. September 1989 | US Open              | Hartplatz | Ivan Lendl             | 7:6, 1:6, 6:3, 7:6      |
| 24. | 5. November 1989   | Paris Indoor (2)     | Teppich   | Stefan Edberg          | 6:4, 6:3, 6:3           |
| 25. | 18. Februar 1990   | Brüssel (1)          | Teppich   | Carl-Uwe Steeb         | 7:5, 6:2, 6:2           |
| 26. | 25. Februar 1990   | Stuttgart Indoor (1) | Teppich   | Ivan Lendl             | 6:2, 6:2                |
| 27. | 19. August 1990    | Indianapolis (2)     | Hartplatz | Peter Lundgren         | 6:3, 6:4                |
| 28. | 7. Oktober 1990    | Sydney Indoor (2)    | Hartplatz | Stefan Edberg          | 7:6, 6:4, 6:4           |
| 29. | 28. Oktober 1990   | Stockholm (2)        | Teppich   | Stefan Edberg          | 6:4, 6:0, 6:3           |
| 30. | 27. Januar 1991    | Australian Open (1)  | Hartplatz | Ivan Lendl             | 1:6, 6:4, 6:4, 6:4      |
| 31. | 27. Oktober 1991   | Stockholm (3)        | Teppich   | Stefan Edberg          | 3:6, 6:4, 1:6, 6:2, 6:2 |
| 32. | 16. Februar 1992   | Brüssel (2)          | Teppich   | Jim Courier            | 6:7, 2:6, 7:6, 7:6, 7:5 |
| 33. | 1. März 1992       | Rotterdam            | Teppich   | Alexander Wolkow       | 7:6, 4:6, 6:2           |
| 34. | 4. Oktober 1992    | Basel                | Hartplatz | Petr Korda             | 3:6, 6:3, 6:2, 6:4      |
| 35. | 8. November 1992   | Paris Indoor (3)     | Teppich   | Guy Forget             | 7:6, 6:3, 3:6, 6:3      |
| 36. | 22. November 1992  | Frankfurt (1)        | Teppich   | Jim Courier            | 6:4, 6:3, 7:5           |
| 37. | 10. Januar 1993    | Doha                 | Hartplatz | Goran Ivanišević       | 7:6, 4:6, 7:5           |
| 38. | 14. Februar 1993   | Mailand (3)          | Teppich   | Sergi Bruguera         | 6:3, 6:3                |
| 39. | 13. Februar 1994   | Mailand (4)          | Teppich   | Petr Korda             | 6:2, 3:6, 6:3           |
| 40. | 7. August 1994     | Los Angeles          | Hartplatz | Mark Woodforde         | 6:2, 6:2                |
| 41. | 21. August 1994    | New Haven            | Hartplatz | Marc Rosset            | 6:3, 7:5                |
| 42. | 30. Oktober 1994   | Stockholm (4)        | Teppich   | Goran Ivanišević       | 4:6, 6:4, 6:3, 7:6      |
| 43. | 12. Februar 1995   | Marseille            | Teppich   | Daniel Vacek           | 6:7, 6:4, 7:5           |
| 44. | 19. November 1995  | Frankfurt (2)        | Teppich   | Michael Chang          | 7:6, 6:0, 7:6           |
| 45. | 28. Januar 1996    | Australian Open (2)  | Hartplatz | Michael Chang          | 6:2, 6:4, 2:6, 6:2      |
| 46. | 16. Juni 1996      | Queen’s Club (4)     | Rasen     | Stefan Edberg          | 6:4, 7:6                |
| 47. | 13. Oktober 1996   | Wien                 | Teppich   | Jan Siemerink          | 6:4, 6:7, 6:2, 6:3      |
| 48. | 27. Oktober 1996   | Stuttgart Indoor (2) | Teppich   | Pete Sampras           | 3:6, 6:3, 3:6, 6:3, 6:4 |
| 49. | 8. Dezember 1996   | München              | Teppich   | Goran Ivanišević       | 6:3, 6:4, 6:4           |

#### Finalteilnahmen
| Nr. | Datum             | Turnier                | Belag         | Finalgegner        | Ergebnis                    |
| --- | ----------------- | ---------------------- | ------------- | ------------------ | --------------------------- |
| 1.  | 17. November 1985 | Wembley                | Teppich (i)   | Ivan Lendl         | 7:6, 3:6, 6:4, 4:6, 4:6     |
| 2.  | 19. Januar 1986   | Masters (1)            | Teppich (i)   | Ivan Lendl         | 2:6, 6:7, 3:6               |
| 3.  | 13. April 1986    | WCT Finals             | Teppich (i)   | Anders Järryd      | 7:6, 1:6, 1:6, 4:6          |
| 4.  | 10. August 1986   | Stratton Mountain      | Hartplatz     | Ivan Lendl         | 4:6, 6:7                    |
| 5.  | 7. Dezember 1986  | Masters (2)            | Teppich (i)   | Ivan Lendl         | 4:6, 4:6, 4:6               |
| 6.  | 23. August 1987   | Cincinnati             | Hartplatz     | Stefan Edberg      | 4:6, 1:6                    |
| 7.  | 3. Juli 1988      | Wimbledon (1)          | Rasen         | Stefan Edberg      | 6:4, 6:7, 4:6, 2:6          |
| 8.  | 30. April 1989    | Monte Carlo (1)        | Sand          | Alberto Mancini    | 5:7, 6:2, 6:7, 5:7          |
| 9.  | 3. Dezember 1989  | Masters (3)            | Teppich (i)   | Stefan Edberg      | 6:4, 6:7, 3:6, 1:6          |
| 10. | 13. Mai 1990      | Hamburg                | Sand          | Juan Aguilera      | 1:6, 0:6, 6:7               |
| 11. | 17. Juni 1990     | Queen’s Club           | Rasen         | Ivan Lendl         | 3:6, 2:6                    |
| 12. | 8. Juli 1990      | Wimbledon (2)          | Rasen         | Stefan Edberg      | 2:6, 2:6, 6:3, 6:3, 4:6     |
| 13. | 14. Oktober 1990  | Tokio                  | Teppich (i)   | Ivan Lendl         | 6:4, 3:6, 6:7               |
| 14. | 4. November 1990  | Paris (1)              | Teppich (i)   | Stefan Edberg      | 3:3 aufgg.                  |
| 15. | 28. April 1991    | Monte Carlo (2)        | Sand          | Sergi Bruguera     | 7:5, 4:6, 6:76, 6:74        |
| 16. | 7. Juli 1991      | Wimbledon (3)          | Rasen         | Michael Stich      | 4:6, 6:74, 4:6              |
| 17. | 18. August 1991   | Indianapolis (1)       | Hartplatz     | Pete Sampras       | 6:72, 6:3, 3:6              |
| 18. | 22. August 1993   | Indianapolis (2)       | Hartplatz     | Jim Courier        | 5:7, 3:6                    |
| 19. | 15. Mai 1994      | Rom                    | Sand          | Pete Sampras       | 1:6, 2:6, 2:6               |
| 20. | 9. Oktober 1994   | Sydney                 | Hartplatz (i) | Richard Krajicek   | 6:75, 6:77, 6:2, 3:6        |
| 21. | 20. November 1994 | Tour Championships (4) | Teppich (i)   | Pete Sampras       | 6:4, 3:6, 5:7, 4:6          |
| 22. | 19. Februar 1995  | Mailand                | Teppich (i)   | Jewgeni Kafelnikow | 5:7, 7:5, 6:76              |
| 23. | 30. April 1995    | Monte Carlo (3)        | Sand          | Thomas Muster      | 6:4, 7:5, 1:6, 6:76, 0:6    |
| 24. | 9. Juli 1995      | Wimbledon (4)          | Rasen         | Pete Sampras       | 7:65, 2:6, 4:6, 2:6         |
| 25. | 5. November 1995  | Paris (2)              | Teppich (i)   | Pete Sampras       | 6:75, 4:6, 4:6              |
| 26. | 24. November 1996 | Tour Championships (5) | Teppich (i)   | Pete Sampras       | 6:3, 6:75, 6:74, 7:611, 4:6 |
| 27. | 12. Juli 1998     | Gstaad                 | Sand          | Àlex Corretja      | 6:75, 5:7, 3:6              |
| 28. | 11. April 1999    | Hongkong               | Hartplatz     | Andre Agassi       | 7:64, 4:6, 4:6              |

### Doppel

#### Turniersiege
| Nr. | Datum             | Turnier          | Belag     | Partner              | Finalgegner                         | Ergebnis           |
| --- | ----------------- | ---------------- | --------- | -------------------- | ----------------------------------- | ------------------ |
| 1.  | 20. Mai 1984      | München          | Sand      | Wojciech Fibak       | Florin Segărceanu Eric Fromm        | 6:4, 4:6, 6:1      |
| 2.  | 23. März 1986     | Brüssel (1)      | Teppich   | Slobodan Živojinović | John Fitzgerald Tomáš Šmíd          | 7:6, 7:5           |
| 3.  | 19. Oktober 1986  | Sydney Indoor    | Hartplatz | John Fitzgerald      | Peter McNamara Paul McNamee         | 6:4, 7:6           |
| 4.  | 29. März 1987     | Brüssel (2)      | Teppich   | Slobodan Živojinović | Chip Hooper Mike Leach              | 7:6, 7:6           |
| 5.  | 5. April 1987     | Mailand (1)      | Teppich   | Slobodan Živojinović | Sergio Casal Emilio Sánchez Vicario | 3:6, 6:3, 6:4      |
| 6.  | 15. November 1987 | Frankfurt        | Teppich   | Patrik Kühnen        | Scott Davis David Pate              | 6:4, 6:2           |
| 7.  | 21. Februar 1988  | Mailand (2)      | Teppich   | Eric Jelen           | Miloslav Mečíř Tomáš Šmíd           | 6:3, 6:3           |
| 8.  | 6. März 1988      | Indian Wells (1) | Hartplatz | Guy Forget           | Jorge Lozano Todd Witsken           | 6:4, 6:4           |
| 9.  | 19. März 1989     | Indian Wells (2) | Hartplatz | Jakob Hlasek         | Kevin Curren David Pate             | 7:6, 7:5           |
| 10. | 11. März 1990     | Indian Wells (3) | Hartplatz | Guy Forget           | Jim Grabb Patrick McEnroe           | 4:6, 6:4, 6:3      |
| 11. | 16. Februar 1992  | Brüssel (3)      | Teppich   | John McEnroe         | Guy Forget Jakob Hlasek             | 6:3, 6:2           |
| 12. | 26. April 1992    | Monte Carlo      | Sand      | Michael Stich        | Petr Korda Karel Nováček            | 6:4, 6:4           |
| 13. | 7. August 1992    | Barcelona        | Sand      | Michael Stich        | Wayne Ferreira Piet Norval          | 7:6, 4:6, 7:6, 6:3 |
| 14. | 10. Januar 1993   | Doha             | Hartplatz | Patrik Kühnen        | Shelby Cannon Scott Melville        | 6:2, 6:4           |
| 15. | 19. Februar 1995  | Mailand (3)      | Teppich   | Guy Forget           | Petr Korda Karel Nováček            | 6:2, 6:4           |

#### Finalteilnahmen
| Nr. | Datum              | Turnier       | Belag         | Partner              | Finalgegner                       | Ergebnis      |
| --- | ------------------ | ------------- | ------------- | -------------------- | --------------------------------- | ------------- |
| 1.  | 17. November 1985  | Wembley       | Teppich (i)   | Slobodan Živojinović | Anders Järryd Guy Forget          | 5:7, 6:4, 5:7 |
| 2.  | 11. Mai 1986       | Forest Hills  | Sand          | Slobodan Živojinović | Hans Gildemeister Andrés Gómez    | 6:7, 6:7      |
| 3.  | 17. August 1986    | Toronto       | Hartplatz     | Slobodan Živojinović | Chip Hooper Mike Leach            | 7:6, 3:6, 3:6 |
| 4.  | 21. September 1986 | Hamburg (1)   | Sand          | Eric Jelen           | Sergio Casal Emilio Sánchez       | 4:6, 1:6      |
| 5.  | 22. Februar 1987   | Indian Wells  | Hartplatz     | Eric Jelen           | Guy Forget Yannick Noah           | 4:6, 6:7      |
| 6.  | 12. Oktober 1987   | Sydney Indoor | Hartplatz (i) | Robert Seguso        | Darren Cahill Mark Kratzmann      | 3:6, 2:6      |
| 7.  | 22. Februar 1988   | Tokio Indoor  | Teppich (i)   | Eric Jelen           | Andrés Gómez Slobodan Živojinović | 5:7, 7:5, 3:6 |
| 8.  | 14. Mai 1989       | Hamburg (2)   | Sand          | Eric Jelen           | Emilio Sánchez Javier Sánchez     | 4:6, 1:6      |
| 9.  | 25. März 1990      | Miami (1)     | Hartplatz     | Cássio Motta         | Rick Leach Jim Pugh               | 4:6, 6:3, 3:6 |
| 10. | 14. April 1991     | Barcelona     | Sand          | Eric Jelen           | Horacio de la Peña Diego Nargiso  | 6:3, 6:7, 4:6 |
| 11. | 1. Mai 1994        | München       | Sand          | Petr Korda           | Jewgeni Kafelnikow David Rikl     | 6:7, 5:7      |
| 12. | 28. März 1999      | Miami (2)     | Hartplatz     | Jan-Michael Gambill  | Wayne Black Sandon Stolle         | 1:6, 1:6      |

### Statistik
| Turnier                        | 1984              | 1985              | 1986              | 1987              | 1988              | 1989              | 1990 | 1991 | 1992 | 1993 | 1994 | 1995 | 1996 | 1997 | 1998 | 1999 | Gesamt | Siege |
| ------------------------------ | ----------------- | ----------------- | ----------------- | ----------------- | ----------------- | ----------------- | ---- | ---- | ---- | ---- | ---- | ---- | ---- | ---- | ---- | ---- | ------ | ----- |
| Australian Open                | VF                | 2R                | -                 | AF                | -                 | AF                | VF   | S    | 3R   | 1R   | -    | 1R   | S    | 1R   | -    | -    | 29:9   | 2     |
| French Open                    | -                 | 2R                | VF                | HF                | AF                | HF                | 1R   | HF   | -    | 2R   | -    | 3R   | -    | -    | -    | -    | 26:9   | -     |
| Wimbledon                      | 3R                | S                 | S                 | 2R                | F                 | S                 | F    | F    | VF   | HF   | HF   | F    | 3R   | VF   | -    | AF   | 71:12  | 3     |
| US Open                        | -                 | AF                | HF                | AF                | 2R                | S                 | HF   | 3R   | AF   | AF   | 1R   | HF   | -    | -    | -    | -    | 37:10  | 1     |
| Grand-Slam-Siege/-Niederlagen  | 6:2               | 11:3              | 16:2              | 11:4              | 10:3              | 22:2              | 15:4 | 20:3 | 9:3  | 9:4  | 5:2  | 13:4 | 9:1  | 4:2  | 0:0  | 3:1  | 163:40 |       |
| Indian Wells Masters           | -                 | -                 | -                 | S                 | S                 | AF                | HF   | -    | -    | -    | -    | HF   | 1R   | -    | -    | -    | 17:4   | 2     |
| Miami Masters                  | -                 | 2R1               | 3R2               | 1R                | -                 | -                 | 2R   | 2R   | AF   | 2R   | 2R   | -    | -    | -    | -    | 2R   | 9:7    | -     |
| Monte Carlo Masters            | -                 | 2R                | -                 | 1R                | 1R                | F                 | VF   | F    | AF   | 1R   | -    | F    | AF   | 1R   | VF   | 2R   | 21:12  | -     |
| Rom Masters                    | -                 | HF                | VF                | -                 | 1R                | -                 | -    | -    | -    | AF   | F    | -    | -    | AF   | -    | -    | 15:6   | -     |
| Hamburg Masters                | 2R                | -                 | 1R                | -                 | HF                | HF                | F    | -    | HF   | AF   | 1R   | 1R   | AF   | AF   | 1R   | -    | 16:12  | -     |
| Kanada Masters                 | -                 | -                 | S                 | HF                | -                 | -                 | -    | -    | -    | AF   | -    | -    | -    | -    | -    | -    | 9:2    | 1     |
| Cincinnati Masters             | -                 | S                 | -                 | F                 | -                 | HF                | -    | HF   | -    | -    | AF   | 1R   | -    | -    | -    | -    | 19:5   | 1     |
| Stockholm Masters              | -                 | -                 | -                 | -                 | S                 | AF                | S    | S    | VF   | AF   | S    | AF3  | S4   | 2R4  | AF4  | -    | 33:6   | 5     |
| Paris Masters                  | -                 | -                 | S                 | -                 | -                 | S                 | F    | AF   | S    | VF   | VF   | F    | 1R   | 2R   | 1R   | -    | 29:7   | 3     |
| ATP-Weltmeisterschaft          | -                 | F                 | F                 | RR                | S                 | F                 | HF   | RR   | S    | -    | F    | S    | F    | -    | -    | -    | 36:13  | 3     |
| Grand Slam Cup                 | nicht ausgetragen | nicht ausgetragen | nicht ausgetragen | nicht ausgetragen | nicht ausgetragen | nicht ausgetragen | -    | -    | -    | 1R   | VF   | HF   | S    | 1R   | -    | -    | 7:4    | 1     |
| Turniersiege                   | -                 | 3                 | 6                 | 3                 | 7                 | 5                 | 5    | 2    | 5    | 2    | 4    | 2    | 5    | -    | -    | -    | 49     |       |
| Jahresende-Weltranglistenplatz | 66                | 6                 | 2                 | 5                 | 4                 | 2                 | 2    | 35   | 5    | 11   | 3    | 4    | 6    | 62   | 69   | 131  |        |       |

1 fanden in Delray Beach statt

2 fanden in Boca West statt

3 fanden in Essen statt

4 fanden in Stuttgart statt

5 innerhalb des Jahres insgesamt zwölf Wochen lang Weltranglisten-Erster

## Rekorde
- 1985 jüngster bisheriger Wimbledon-Sieger sowie seinerzeit jüngster Sieger eines Grand-Slam-Turniers überhaupt; 1989 wurde der zuletzt genannte Rekord durch Michael Chang unterboten.
- Ebenfalls 1985 jüngster Matchgewinner in einem Davis-Cup-Finale, dabei Doppelsieger.
- 1986 jüngster Spieler, der in der Open Era im Alter von 18 Jahren zwei Grand-Slam-Titel gewonnen hat. Björn Borg war 1975 kurz vor seinem zweiten French-Open-Sieg 19 Jahre alt geworden.
- Gewann innerhalb von 14 Tagen (19. Oktober bis 2. November 1986) drei Turniere auf drei verschiedenen Kontinenten.
- 1990 vier Titel in einer Saison in der ATP-Championship-Serie (ATP-500-Serie); diesen Rekord teilt er mit Stefan Edberg und Juan Martín del Potro.

## Auszeichnungen
- Deutschlands Sportler des Jahres: 1985, 1986, 1989, 1990
- Europas Sportler des Jahres: 1986, 1989
- Silbernes Lorbeerblatt: 1985
- Bambi: 1985
- Deutscher Fernsehpreis: 1999 (Sonderpreis, zusammen mit Steffi Graf)[102], 2018 (Beste Sportsendung/Kommentatoren, zusammen mit Matthias Stach)[103]
- Steiger Award 2006
- Aufnahme in die International Tennis Hall of Fame in Newport, Rhode Island (USA): 2003
- „Legende des Sports“ auf dem Deutschen Sportpresseball 2008
- Superbrands 2009/2010
- Genießer des Jahres 2011 (Auszeichnung der Busche Verlagsgesellschaft)
- Aufnahme in die Hall of Fame des deutschen Sports der Stiftung Deutsche Sporthilfe 2015[104]

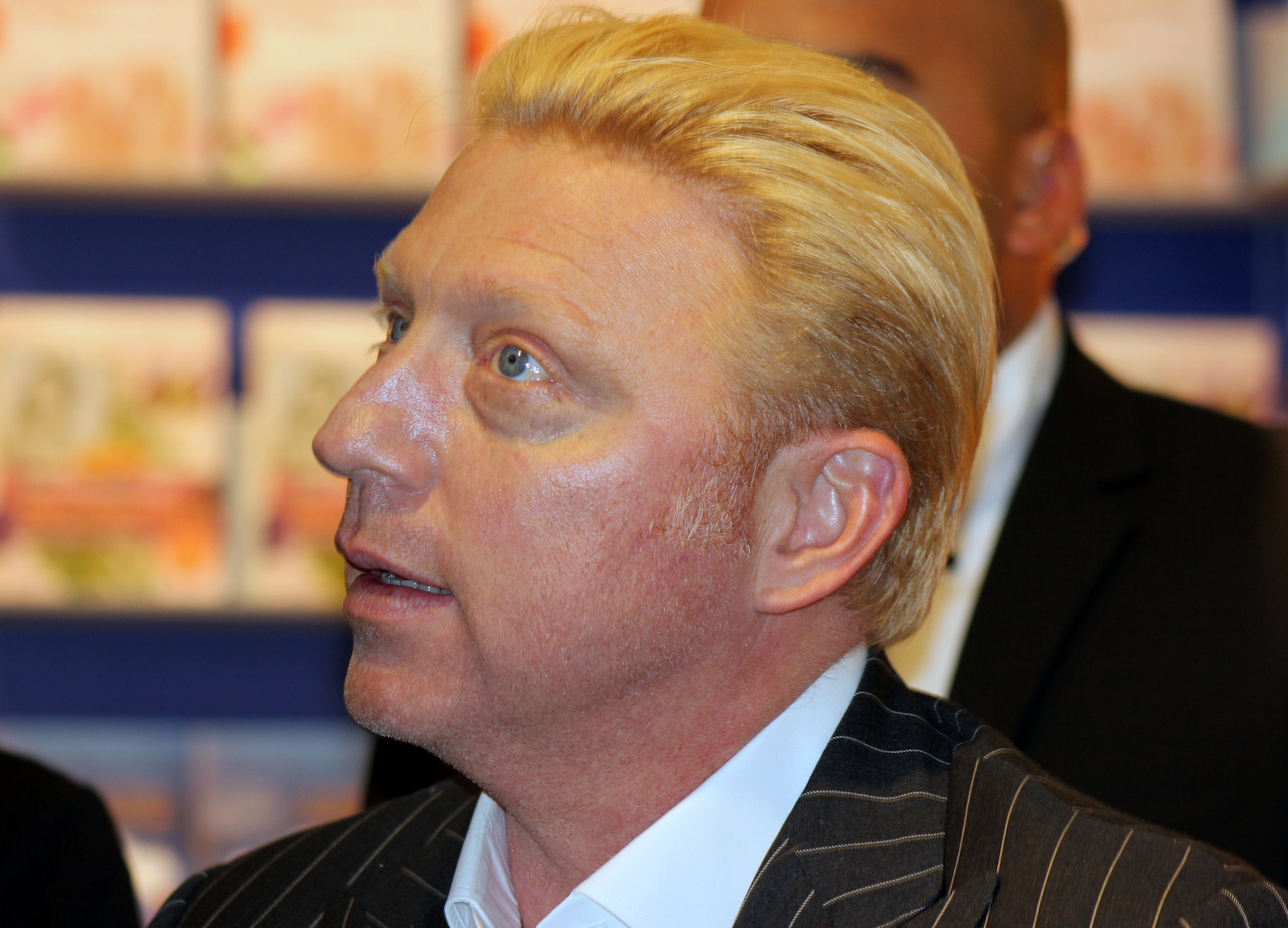
Becker auf der Frankfurter Buchmesse 2013

## Buchveröffentlichungen
- Augenblick, verweile doch … Bertelsmann, München 2003, ISBN 3-570-00780-4 (Autobiografie)
- Was Kinder stark macht. Zabert Sandmann, München 2007, ISBN 978-3-89883-194-9 (Ratgeber)
- Das Leben ist kein Spiel (mit Christian Schommers). F. A. Herbig, München 2013, ISBN 978-3-7766-2718-3 (Autobiografie)

## Filmdokumentationen
- Boris Becker – Der Spieler. ARD, 2017.
- Alex Gibney: Boom! Boom! The World vs. Boris Becker. Vereinigtes Königreich, 2023.
- Boris Becker: Aufstieg und Absturz einer Legende. Paramount, 2023.

## Podcasts
- Boris Becker – Der Fünfte Satz. Amazon, 2020, 2021.